# Anson Boon
Anson Boon (*  15. Februar 2000 in der Grafschaft Cambridgeshire) ist ein britischer Film- und Theaterschauspieler.

## Leben
Der um die Jahrtausendwende in der Grafschaft Cambridgeshire geborene Anson Boon erhielt nach Gastauftritten in Fernsehserien wie All at Sea, Der junge Inspektor Morse und Die Einkreisung Nebenrollen in Alexandre Ajas Crawl, Roger Michells Blackbird und 1917 von Sam Mendes, die alle 2019 starteten. Im Alter von 19 Jahren gab Boon im gleichen Jahr am Royal National Theatre in London in der Rolle von Master Harold in dem Stück Master Harold... and the boys unter der Regie von Roy Alexander Weise sein Debüt als Theaterschauspieler. Er hatte die Rolle ohne vorherige Erfahrungen am Theater oder eine Schauspielausbildung nach einem Vorsprechen erhalten.
In dem Filmdrama Sulphur and White von Julian Jarrold, das Anfang März 2020 in die Kinos kam, spielte er den Protagonisten David Tait als Jugendlichen. In The Winter Lake von Phil Sheerin aus dem gleichen Jahr spielte er in einer der beiden Hauptrollen Tom.
Für Screen International war Boon in der Jahreswahl 2019 einer der „Stars of Tomorrow“ im Vereinigten Königreich und Irland. Boon lebt bei seinen Eltern in Cambridgeshire und ist seit den Dreharbeiten zu Blackbird mit Susan Sarandon befreundet. Im Rahmen der Dreharbeiten für Blackbird erhielt Boon, wie acht andere Schauspieler und der Regisseur Roger Michell, ein Tattoo.

## Filmografie (Auswahl)
- 2019: Crawl
- 2019: Blackbird
- 2019: 1917
- 2020: Sulphur and White
- 2020: The Winter Lake
- 2022: Pistol (Fernsehserie, 6 Folgen)
- 2023: Die Witwe Clicquot (Widow Clicquot)
- seit 2025: MobLand – Familie bis aufs Blut (MobLand, Fernsehserie)